# 이기원 (작가)
이기원은 대한민국의 드라마 작가, 소설가이다. 서울에서 태어나 아주대학교 환경공학과를 졸업했다. 1999년 KBS 전설의 고향 '호몽(狐夢)'으로 데뷔했다. 2007년에 MBC에서 야마자끼 도요코 원작 '하얀 거탑'을 20부작 미니시리즈로 각색, 집필했다. '하얀 거탑'은 민언련의 올해의 좋은 방송에 선정되었다.

## 생애
1999년 KBS 《전설의 고향 - 호몽》으로 데뷔하였다. 그 후 다수의 베스트극장을 썼으며 2007년에 MBC에서 야마사키 도요코의 소설을 원작한 《하얀 거탑》을 20부작 미니시리즈로 각색 · 집필하였으며,《하얀거탑》은 민주언론시민연합에서 올해의 좋은 방송에 선정되기도 하였다. 2008년 《스포트라이트》의 극본을 맡았다. 2009년 SBS 메디컬 사극《제중원》의 원작 소설을 쓰고, 극본을 썼다.

## 작품 목록
- 2010년 SBS 《제중원》
- 2008년 MBC 《스포트라이트》(1 ~ 8회)
- 2007년 MBC 《하얀거탑》
- 2002년 MBC 특집극 《가리봉 엘레지》
- 2002년 MBC 베스트극장 《피리부는 사나이》
- 2001년 MBC 베스트극장 《내 아내는 강력계》
- 2001년 KBS 드라마시티《러브 미 텐더》
- 2000년 MBC 베스트극장《큰 형님》
- 1999년 KBS 《전설의 고향 - 호몽》

## 관련 서적
- 제중원 (1) - ISBN 9788915071032
- 제중원 (2) - ISBN 9788915071049